# Kenneth Edgeworth
Kenneth Essex Edgeworth (Daramona, 26 febbraio 1880 – Dublino, 10 ottobre 1972) è stato un astronomo, economista e ufficiale dell'esercito irlandese, conosciuto soprattutto per aver proposto l'esistenza di un disco di corpi ghiacciati oltre l'orbita di Nettuno nel 1940.  Le osservazioni successive confermarono l'esistenza della fascia di Edgeworth-Kuiper nel 1992. Quei corpi distanti del sistema solare, tra cui Plutone, Eris e Makemake, sono ora raggruppati nella fascia di fascia di Kuiper.
L'asteroide 3487 Edgeworth, scoperto il 28 ottobre 1978, è stato così chiamato in suo onore.

## Biografia
Edgeworth nacque il 26 febbraio 1880 a Daramona, nella contea di Westmeath. I suoi genitori erano Elizabeth Dupré (nata Wilson, 1852-1929) e l'agente terriero Thomas Newcomen Edgeworth (1850-1931), entrambi di origini anglo-irlandesi. Proveniva da una delle "famiglie archetipiche del gentiluomo, della letteratura e della scienza" (McFarland, 1996).
La famiglia di suo padre era originaria di Kilshruley, Ballinalee, nella contea di Longford vicino a Edgeworthstown, le cui proprietà erano le sedi dei suoi antenati. William Wilson, suo zio da parte di madre e proprietario di Daramona House, vi costruì un osservatorio e un laboratorio e con George Minchin e George Fitzgerald fece vari tipi di osservazioni, tra cui misurazioni fotometriche pionieristiche della luce stellare. La famiglia di Edgeworth si trasferì nella tenuta di Kilshruley quattro anni dopo la sua nascita. Aveva riflettori "Grubb da 12 pollici" e "riflettori da 24 pollici" che suo zio aveva acquistato da Sir Howard Grubb di Dublino un anno dopo essere partito per una spedizione in Algeria per osservare l'eclissi totale del 1870, a soli 19 anni. Rimase un assiduo frequentatore dell'osservatorio, incontrando gli amici scientifici di Wilson, George Minchin e George Fitzgerald. Le sue osservazioni includevano il transito di Venere nel 1882. Più tardi Edgeworth dedicò loro la sua autobiografia. Fu suo zio a proporre Edgeworth alla Royal Astronomical Society (RAS).

## Carriera militare
All'età di 17 anni, Edgeworth frequentò la Royal Military Academy di Woolwich, Londra, dove vinse la Medaglia Pollock come miglior cadetto nel 1898. Frequentò anche la Royal School of Military Engineering di Chatham e prestò servizio nel Corpo dei Royal Engineers in Egitto.
Inviato in Sudafrica, prese parte alla seconda guerra boera e fu promosso tenente il 3 luglio 1901. Dopo la fine della guerra lasciò Città del Capo a bordo della SS English alla fine di settembre del 1902 e arrivò a Southampton alla fine di ottobre, quando fu inviato a Chatham. In seguito prestò servizio in Somaliland e a Dublino. Durante la prima guerra mondiale prestò servizio nel Royal Corps of Signals per mantenere le comunicazioni in Francia, fu insignito del Distinguished Service Order (DSO) e della Military Cross.

## Carriera economica e astronomica
Nel 1902 lo zio di Edgeworth, William E. Wilson, propose suo nipote per l'elezione alla Royal Astronomical Society. Edgeworth fu eletto l'anno successivo. Studiò economia internazionale durante la Grande Depressione e scrisse cinque libri su di essa durante gli anni '30 e '40. Scrisse anche sull'uso del tappeto erboso come combustibile.
Influenzato dalle precedenti imprese astronomiche di suo zio, pubblicò articoli scientifici (almeno dal 1939) sul Sistema Solare, la formazione stellare, le nane rosse e il redshift astronomico. Nel 1938 disse che Plutone (scoperto otto anni prima da Clyde Tombaugh) era troppo piccolo per essere un pianeta, ma era probabilmente un grande esempio del materiale originale del Sistema Solare. Nel Journal of the British Astronomical Association, pubblicò The Evolution of Our Planetary System nel 1943 (lo stesso anno in cui fu eletto alla British Astronomical Association (BAA)), con un riferimento chiave a una massa di comete esistenti oltre Nettuno. Fu eletto alla Royal Irish Academy nel 1948. Nel 1949 scrisse il seguito del suo articolo del 1943 con L'origine e l'evoluzione del sistema solare. Suggerì che c'era un numero enorme di piccoli corpi a grande distanza, con raggruppamenti poco frequenti che limitavano le loro dimensioni. Nel 1950 Jan Oort pubblicò il suo articolo in cui veniva presentata la nube di Oort. Un anno dopo, Gerard Kuiper presentò il suo articolo al simposio per il 50º anniversario dell'Osservatorio di Yerkes. Non si sa perché non abbia fatto riferimento alle carte di Edgeworth. La fascia di Edgeworth-Kuiper fu più frequentemente indicata come la fascia di Kuiper, cosa che causò una disputa.
Da Steven J. Dick, in Discovery and Classification in Astronomy: Controversy and Consensus:"... altri hanno anche immaginato oggetti transnettuniani oltre Plutone. Come per la maggior parte degli americani, in questo libro usiamo il termine "Fascia di Kuiper", dimostrando che se le classi e i sistemi di classificazione sono socialmente costruiti... nomenclatura lo è ancora di più". Alan Stern, ricercatore principale della missione New Horizons della NASA su Plutone, riferì sull'Irish Times: "Kenneth Edgeworth probabilmente non ottiene il credito che merita. Nel 1943 e nel 1949 pubblicò documenti brillanti. Ce l'ha fatta".
Durante il 1916, Edgeworth prese un congedo. Durante questo periodo incontrò Isabel Mary, la vedova di Arthur F. Eves. La coppia si fidanzò e si sposò il 23 agosto 1917. Edgeworth si ritirò dall'esercito nel 1926, con il grado di tenente colonnello. Durante gli anni dell'esercito, divenne membro dell'Institution of Electrical Engineers. Divenne ingegnere capo del Dipartimento sudanese delle Poste e Telegrafi per cinque anni prima di tornare a casa in Irlanda. In questo periodo scrisse anche un articolo sui generatori termoionici.
Nel 1931 tornò a casa dei suoi genitori, a Booterstown. Nel suo pensionamento, Edgeworth pubblicò quattro libri sull'economia e in un periodo di 23 anni pubblicò una serie di lettere e documenti che culminarono nel suo libro The Earth, the Planets and the Stars: Their Birth and Evolution (1961). Tuttavia, prima di questa pubblicazione, nel 1943, Edgeworth scrisse un articolo per il Journal of the British Astronomical Association che suggeriva l'idea di un vasto serbatoio di materiale cometario oltre l'orbita di Nettuno. Questa è stata successivamente convalidata come "Cintura di Kuiper" e, nonostante l'ipotesi sia stata suggerita negli anni '40, le scoperte astronomiche di Edgeworth non furono riconosciute fino al 1995.
Edgeworth pubblicò la sua autobiografia, all'età di 85 anni, nel 1965, Jack of all Trades: The Story of My Life. Kenneth Edgeworth morì a Dublino il 10 ottobre 1972, all'età di 92 anni.

## Opere
Edgeworth pubblicò su argomenti di ingegneria, economia e astronomia. I suoi libri e documenti noti includono:
- Frequency Variations in Thermionic Generators, (Londra, IEE, 1926)
- The Industrial Crisis, Its Causes and Its Lessons, Londra, G. Allen & Unwin Ltd. 1933
- The Trade Balance; a Problem in National Planning, Londra, G. Allen & Unwin Ltd.,1934
- The Price Level; a Further Problem in National Planning, Londra, G. Allen & Unwin Ltd., 1935
- A Plan for the Distressed Areas, pamphlet di 11 pagine (editore non identificato 1936)
- The Fission of Rotating Bodies, Londra, Monthly Notices of the Royal Astronomical Society, vol.99, 1939
- The Manufacture of Peat Fuel, (Letto al the Royal Dublin Society, 26 novembre 1940) Dublino, Royal Dublin Society, 1940
- Unemployment Can be Cured, Dublino, Eason, 1941; Londra, Simpkin & Marshall, 1944
- Turf, Dublino, Sign of the Three Candles, 1944
- Some Aspects of Stellar Evolution [papers I – III], Londra, Monthly Notices of the Royal Astronomical Society, vol. 106, 1946
- Some Aspects of Stellar Evolution [paper IV], Londra, Monthly Notices of the Royal Astronomical Society, vol. 108, 1948
- The Origin and Evolution of the Solar System, Londra, Monthly Notices of the Royal Astronomical Society, vols. 109, 1949
- The Earth, the Planets, and the Stars: Their Birth and Evolution, Londra, Chapman & Hall/New York, Macmillan, 196)
- Jack of All Trades – The Story of My Life, Dublino, Alan Figgis, 1965